# 德卡兹维尔
德卡兹维尔（法語：Decazeville，法語發音：[dəkɑzvil]），法国南部城市，奥克西塔尼大区阿韦龙省的一个市镇，隶属于鲁埃格自由城区，其市镇面积为13.88平方公里，2022年1月1日时人口数量为5,025人，在法国城市中排名第2,052位。
德卡兹维尔位于阿韦龙省西北部，是一个区域性的中心城市。其城市名称来源于法国总理埃利·德卡兹，近代因煤炭开采而闻名，现代因煤矿关闭而引起人口流失。

## 地名来源

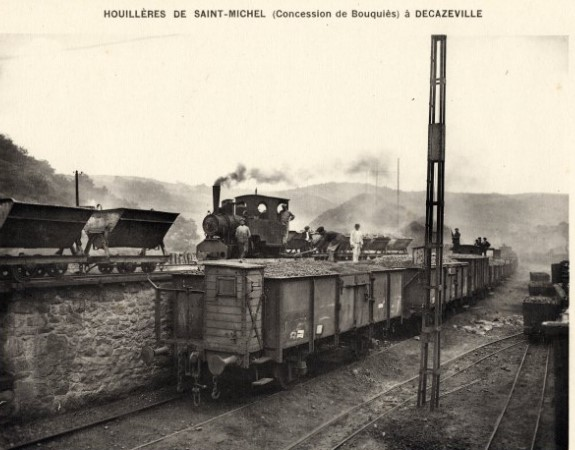
20世纪初德卡兹维尔附近的矿车

“德卡兹维尔”一名来源于埃利·德卡兹，后者曾于19世纪20年代担任法国总理，其间这一地区发现煤炭资源。在此以前，德卡兹维尔所处区域被称为（法语）或（奥克语），意为“房间”，来源于当地历史上某个贵族建立的坚固的宅邸。

## 历史
德卡兹维尔建于1833年，由圣米歇尔（Saint-Michel）、菲尔米、弗拉尼亚克、上利维纳克和欧班五个市镇的部分区域合并而成，19世纪中后期因煤矿开采而聚集了大量人口，至20世纪30年代，德卡兹维尔人口数量一度超过1.5万，是仅次于省会罗德兹的阿韦龙省人口第二多的市镇。二战后，受到国际能源危机的影响，当地的煤炭开采活动逐渐停止，2001年当地最后的一处煤矿——大发现煤矿彻底关闭。德卡兹维尔的人口数量也因此大幅减少，被媒体称为“法国伤痛与遗忘之都”（capitale d’une France blessée et oubliée）。

## 地理

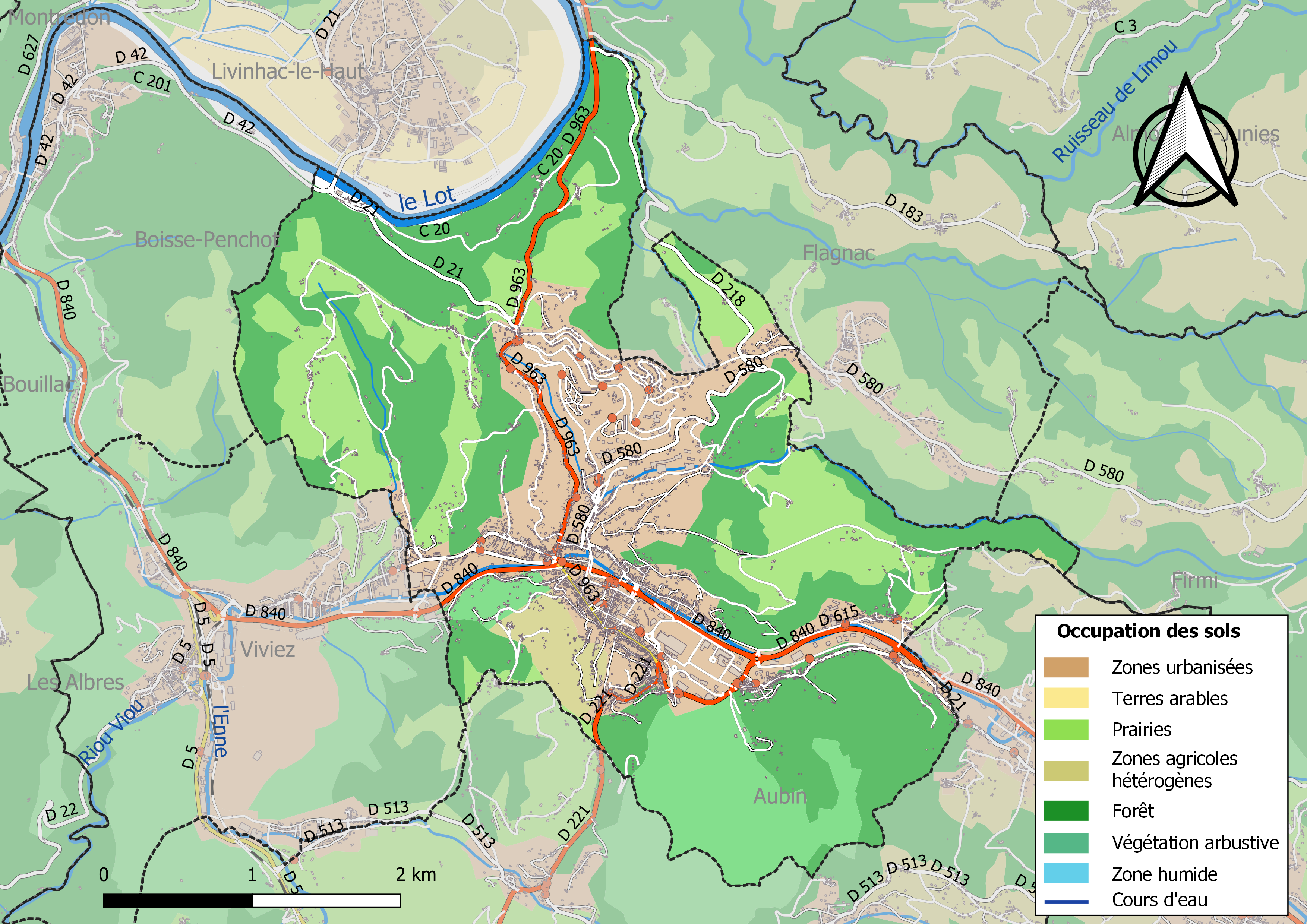
德卡兹维尔土地利用地图

德卡兹维尔位于法国南部，奥克西塔尼大区北部偏东和阿韦龙省西北部，距离省会罗德兹大约39公里。与德卡兹维尔接壤的市镇包括：欧班、布瓦斯庞绍、菲尔米、弗拉尼亚克、利维纳克莱奥、维维耶。

### 地形
德卡兹维尔位于法国中央高原西部，境内以丘陵为主，市中心地形平坦，四周地势起伏较大，海拔在163到454米之间。

### 水文
里乌莫尔河自东向西流经境内，该河是洛特河的左岸支流，属于加龙河流域。

### 植被
德卡兹维尔属于温带落叶林区，林地广泛分布于市区四周的山坡上。

### 气候
德卡兹维尔在柯本气候分类法中属于带有山地特征的温带海洋性气候。
德卡兹维尔境内设有气象站，以下为该气象站的数据（其中日照数据取自罗德兹）：
| 德卡兹维尔1981年－2019年 | 德卡兹维尔1981年－2019年 | 德卡兹维尔1981年－2019年 | 德卡兹维尔1981年－2019年 | 德卡兹维尔1981年－2019年 | 德卡兹维尔1981年－2019年 | 德卡兹维尔1981年－2019年 | 德卡兹维尔1981年－2019年 | 德卡兹维尔1981年－2019年 | 德卡兹维尔1981年－2019年 | 德卡兹维尔1981年－2019年 | 德卡兹维尔1981年－2019年 | 德卡兹维尔1981年－2019年 | 德卡兹维尔1981年－2019年 |
| 月份                     | 1月                      | 2月                      | 3月                      | 4月                      | 5月                      | 6月                      | 7月                      | 8月                      | 9月                      | 10月                     | 11月                     | 12月                     | 全年                     |
| ------------------------ | ------------------------ | ------------------------ | ------------------------ | ------------------------ | ------------------------ | ------------------------ | ------------------------ | ------------------------ | ------------------------ | ------------------------ | ------------------------ | ------------------------ | ------------------------ |
| 历史最高温 °C（°F）      | 19 (66)                  | 21.8 (71.2)              | 25.7 (78.3)              | 28.7 (83.7)              | 32.2 (90.0)              | 36.4 (97.5)              | 36.5 (97.7)              | 39.2 (102.6)             | 34.2 (93.6)              | 29.5 (85.1)              | 22.1 (71.8)              | 19.5 (67.1)              | 39.2 (102.6)             |
| 平均高温 °C（°F）        | 8.3 (46.9)               | 9.7 (49.5)               | 14 (57)                  | 17 (63)                  | 21 (70)                  | 25.4 (77.7)              | 27 (81)                  | 26.6 (79.9)              | 23.1 (73.6)              | 18.7 (65.7)              | 11.8 (53.2)              | 8.4 (47.1)               | 17.6 (63.7)              |
| 日均气温 °C（°F）        | 4.8 (40.6)               | 5.6 (42.1)               | 8.9 (48.0)               | 11.7 (53.1)              | 15.5 (59.9)              | 19.4 (66.9)              | 20.8 (69.4)              | 20.6 (69.1)              | 17.3 (63.1)              | 14 (57)                  | 8.1 (46.6)               | 4.9 (40.8)               | 12.6 (54.7)              |
| 平均低温 °C（°F）        | 1.3 (34.3)               | 1.4 (34.5)               | 3.8 (38.8)               | 6.4 (43.5)               | 10.1 (50.2)              | 13.4 (56.1)              | 14.7 (58.5)              | 14.5 (58.1)              | 11.4 (52.5)              | 9.4 (48.9)               | 4.5 (40.1)               | 1.5 (34.7)               | 7.7 (45.9)               |
| 历史最低温 °C（°F）      | −10.8 (12.6)             | −13.5 (7.7)              | −10.5 (13.1)             | −2.5 (27.5)              | 1.2 (34.2)               | 4.3 (39.7)               | 6 (43)                   | 6.7 (44.1)               | 2.1 (35.8)               | −3.9 (25.0)              | −8 (18)                  | −11.6 (11.1)             | −13.5 (7.7)              |
| 平均降水量 mm（）        | 85.8 (3.38)              | 66.7 (2.63)              | 87.7 (3.45)              | 105.2 (4.14)             | 89.5 (3.52)              | 59.1 (2.33)              | 51.8 (2.04)              | 65.2 (2.57)              | 76.1 (3.00)              | 83 (3.3)                 | 105.5 (4.15)             | 85 (3.3)                 | 960.6 (37.82)            |
| 月均日照時數             | 63.6                     | 89.5                     | 125.9                    | 194.7                    | 211.8                    | 249.9                    | 187.4                    | 263.5                    | 214.6                    | 183.2                    | 68.3                     | 87.2                     | 1,939.6                  |
| 来源：infoclimat.fr      |                          |                          |                          |                          |                          |                          |                          |                          |                          |                          |                          |                          |                          |

## 行政区划
德卡兹维尔是法国奥克西塔尼大区阿韦龙省的一个市镇，编号为12089。德卡兹维尔隶属于鲁埃格自由城区和阿韦龙省第二选区，管理洛特和杜尔杜县，同时也是德卡兹维尔市镇公共社区的办公驻地。
法国国家统计与经济研究所（简称）在进行数据统计时，将德卡兹维尔及相邻的另外4个市镇设为德卡兹维尔城市核心区，并将包括核心区在内的周边共9个市镇划为德卡兹维尔城市区。同时，还将德卡兹维尔市镇分为了3个“块区”（IRIS），以便于统计人口分布情况。

## 交通

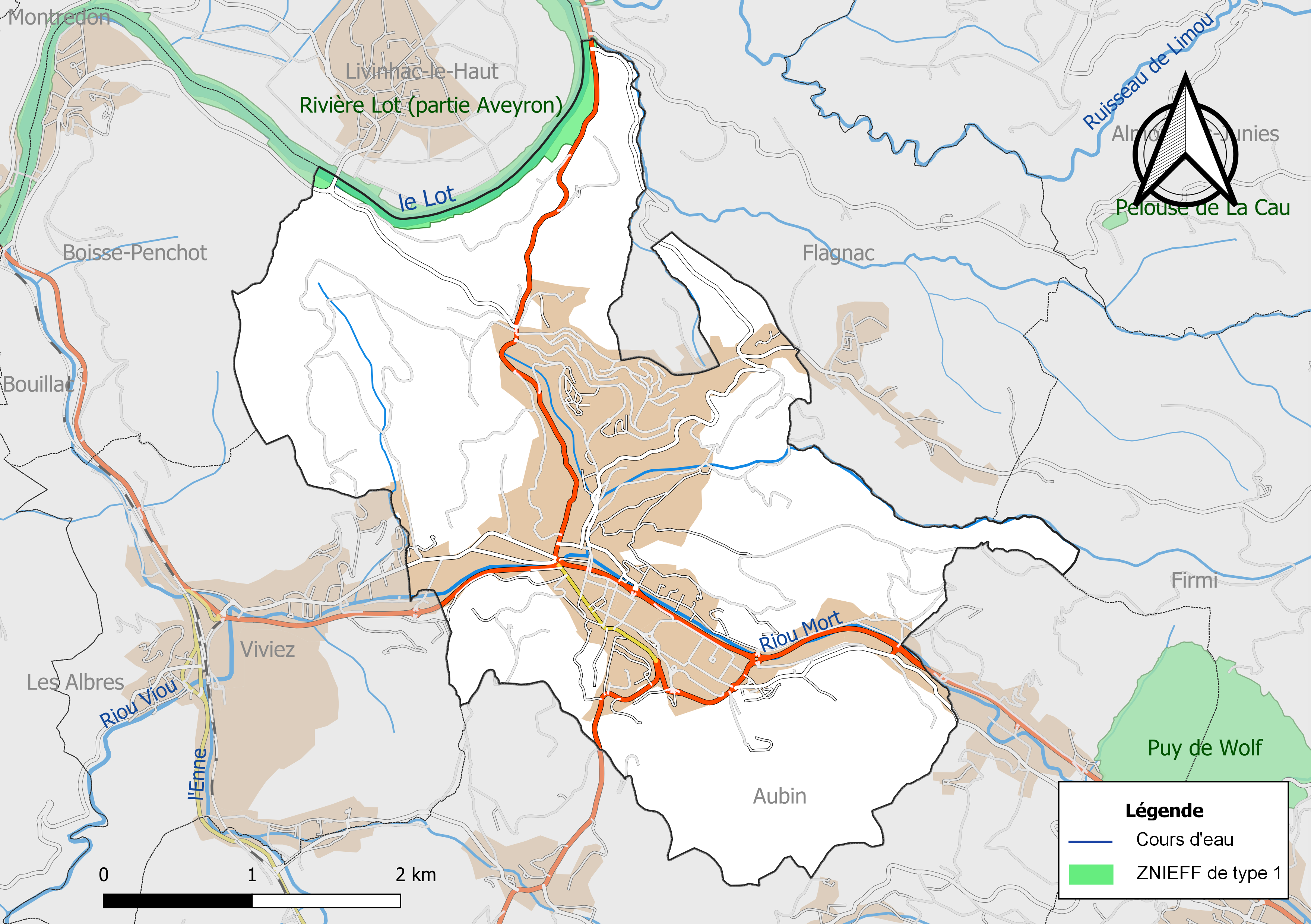
德卡兹境内的道路网地图

### 公路
多条阿韦龙省省道在德卡兹维尔境内交汇，奥克西塔尼大区下属的城际客运提供途径德卡兹维尔的204线和222线巴士，可分别前往罗德兹和鲁埃格自由城方向。
2017年，55%的德卡兹维尔家庭拥有至少一辆的私人汽车。2018年，德卡兹维尔境内共发生各类交通事故3起，造成4人受伤。

### 铁路
距离德卡兹维尔最近的铁路车站为维维耶-德卡兹维尔站，后者位于卡普德纳克－罗德兹铁路上，停靠往返于罗德兹和布里夫拉盖亚尔德之间的区域列车，另每天停靠一班往返于罗德兹和巴黎之间的夜班列车。

### 航空
距离德卡兹维尔最近的民用航空站为罗德兹机场，距离德卡兹维尔市中心的公路里程约28公里。

### 城市公共交通
德卡兹维尔城市公共交通（商业名称为）是当地的城市公共交通系统。截至2021年1月，该系统共包括1条公交线路，途径德卡兹维尔市区和附近五个市镇。

## 政治

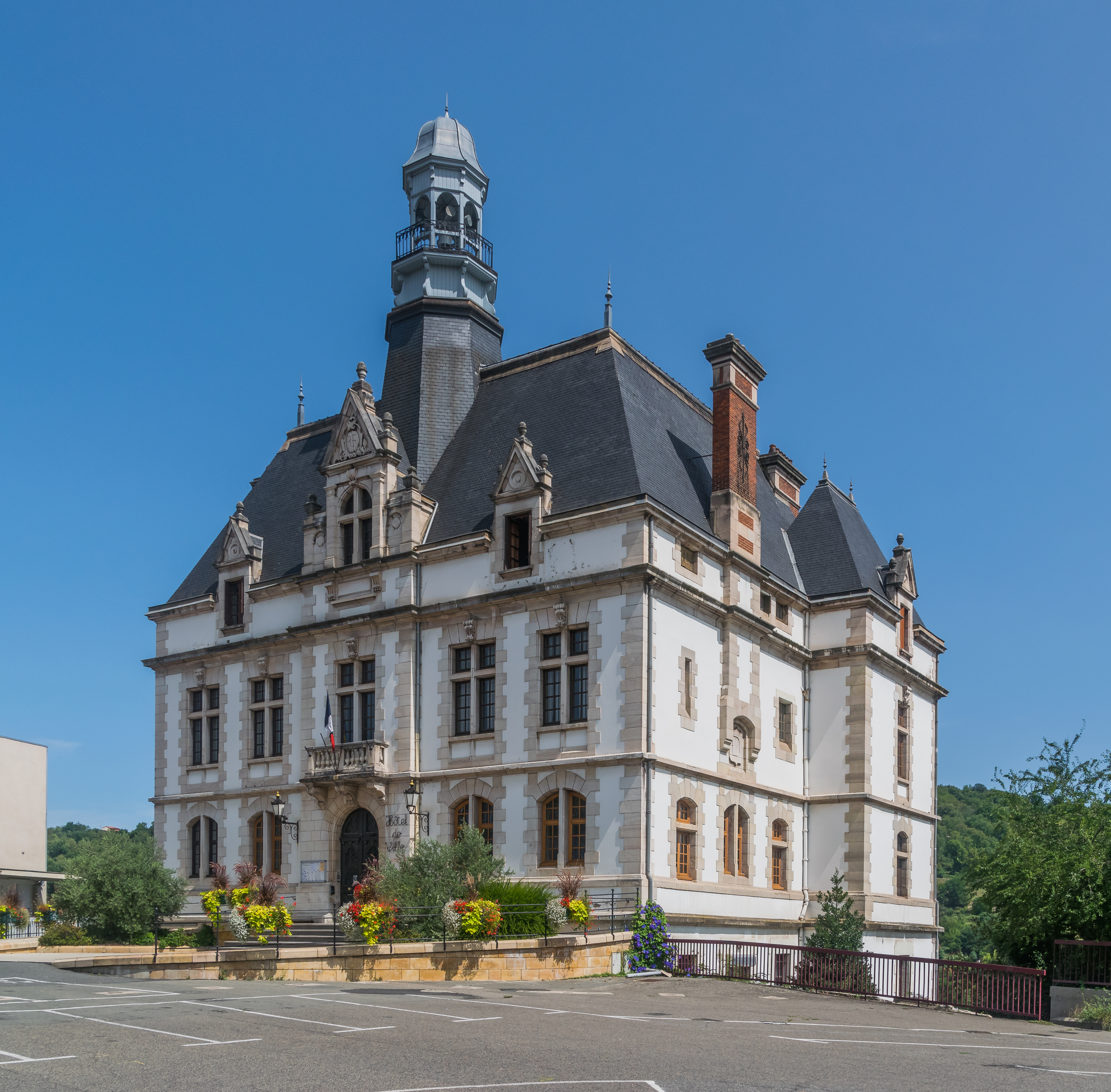
德卡兹维尔市政厅

德卡兹维尔的现任市长为弗朗索瓦·马尔蒂先生（François Marty），他是一名中间派，在2020年的市政选举中获得了65.19%的支持率。
在2017年的法国总统大选中，法国第25任总统埃马纽埃尔·马克龙在德卡兹维尔获得了70.29%的支持率。
| 德卡兹维尔历届市长 |                 |                                  |
| 任期               | 市长            | 党派                             |
| 1945年－1965年     | 保罗·拉马迪埃   | SFIO工人国际法国支部             |
| 1965年－1971年     | 勒内·罗凯特     | PSU联合社会党                    |
| 1971年－1977年     | 伊夫·罗克       | PS社会党                         |
| 1977年－1995年     | 皮埃尔·代尔佩什 | PCF法国共产党 →DVG左翼无党派人士 |
| 1995年－2010年     | 皮埃尔·加代阿   | PS社会党                         |
| 2010年－2014年     | 让·勒耶         | PS社会党                         |
| 2014年－           | 弗朗索瓦·马尔蒂 | DVC混杂中间派                    |

## 人口
2017年，德卡兹维尔市镇人口数量为5,360，在法国排名第2,052位。其中男性2,564人，女性2,796人，75岁及以上人口占16.7%，外籍人口数量为1,241人，人口密度为386人/平方公里，当地居民被称为（男性）或（女性）。2018年，德卡兹维尔境内出生49人，死亡人口106人。
| 年份   | 1936   | 1946   | 1954   | 1962   | 1968   | 1975   | 1982  | 1990  | 1999  | 2006  | 2011  | 2016  | 2018  |
| ------ | ------ | ------ | ------ | ------ | ------ | ------ | ----- | ----- | ----- | ----- | ----- | ----- | ----- |
| 人口數 | 12,365 | 12,138 | 11,510 | 11,855 | 10,532 | 10,231 | 8,804 | 7,754 | 6,805 | 6,294 | 5,917 | 5,355 | 5,353 |

## 经济
德卡兹维尔是一个区域性的中心城市，当地共有各类用人单位767家，平均历史为21年，其中99.12%为中小型企业（PME）。（工业材料）、（航空零件）及（塑料建材）是当地2019年营业额最高的三个企业，分别为9,082,625欧元、8,574,380欧元和5,192,100欧元。

## 财政收入
2018年，德卡兹维尔的财政收入总额为6,888,280欧元，财政支出总额为5,875,600欧元，当年的债务总额为6,106,550欧元。
2015年，德卡兹维尔的人均月收入总额为2,037欧元，其中高级职员为3,602欧元，中级职员为2,395欧元，普通职员为1,770欧元。
2017年，德卡兹维尔境内的青壮年（15至64岁）失业率为21.9%，当地39%的家庭拥有纳税资格。

## 社会事务

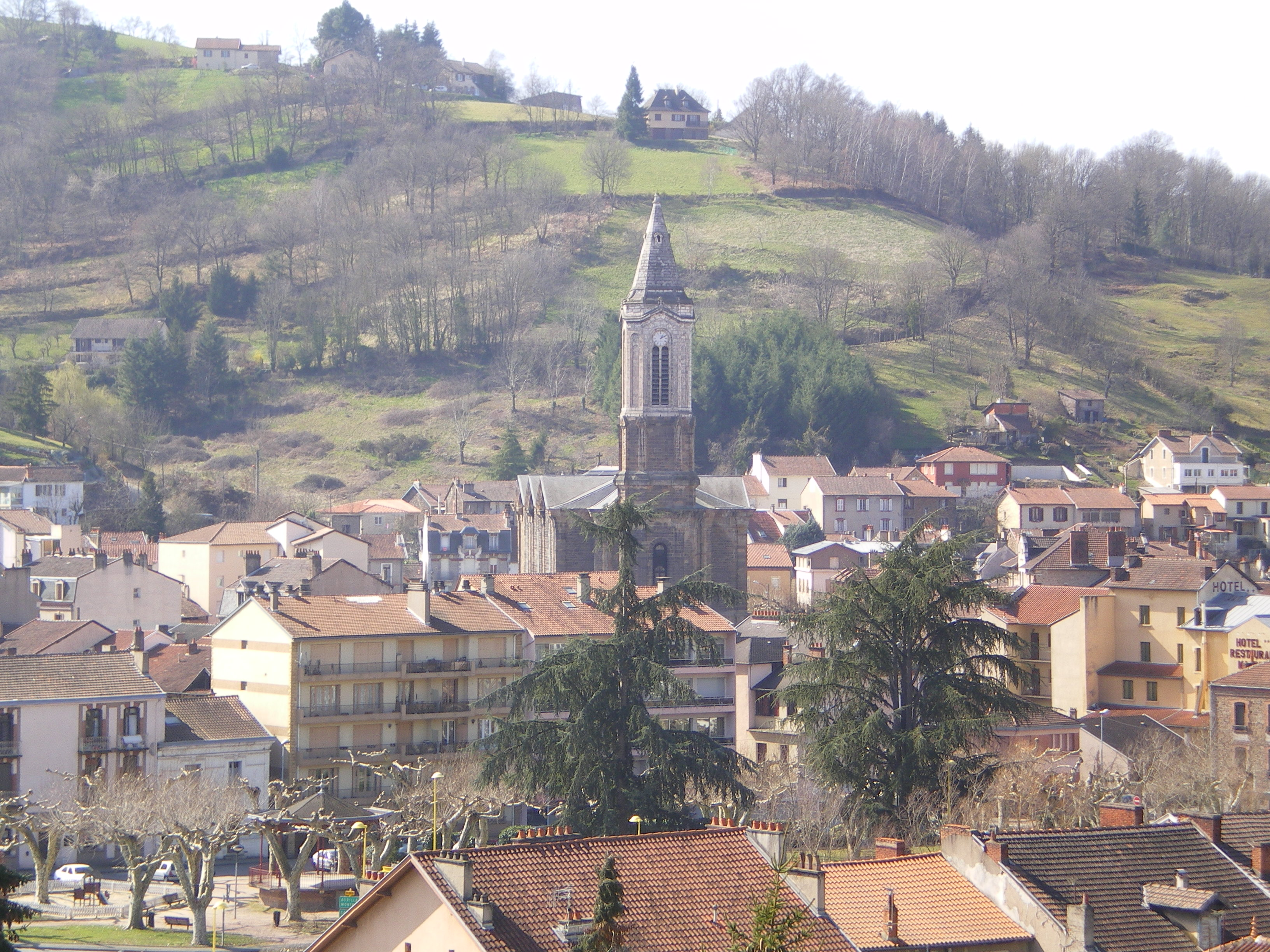
鸟瞰德卡兹维尔市中心

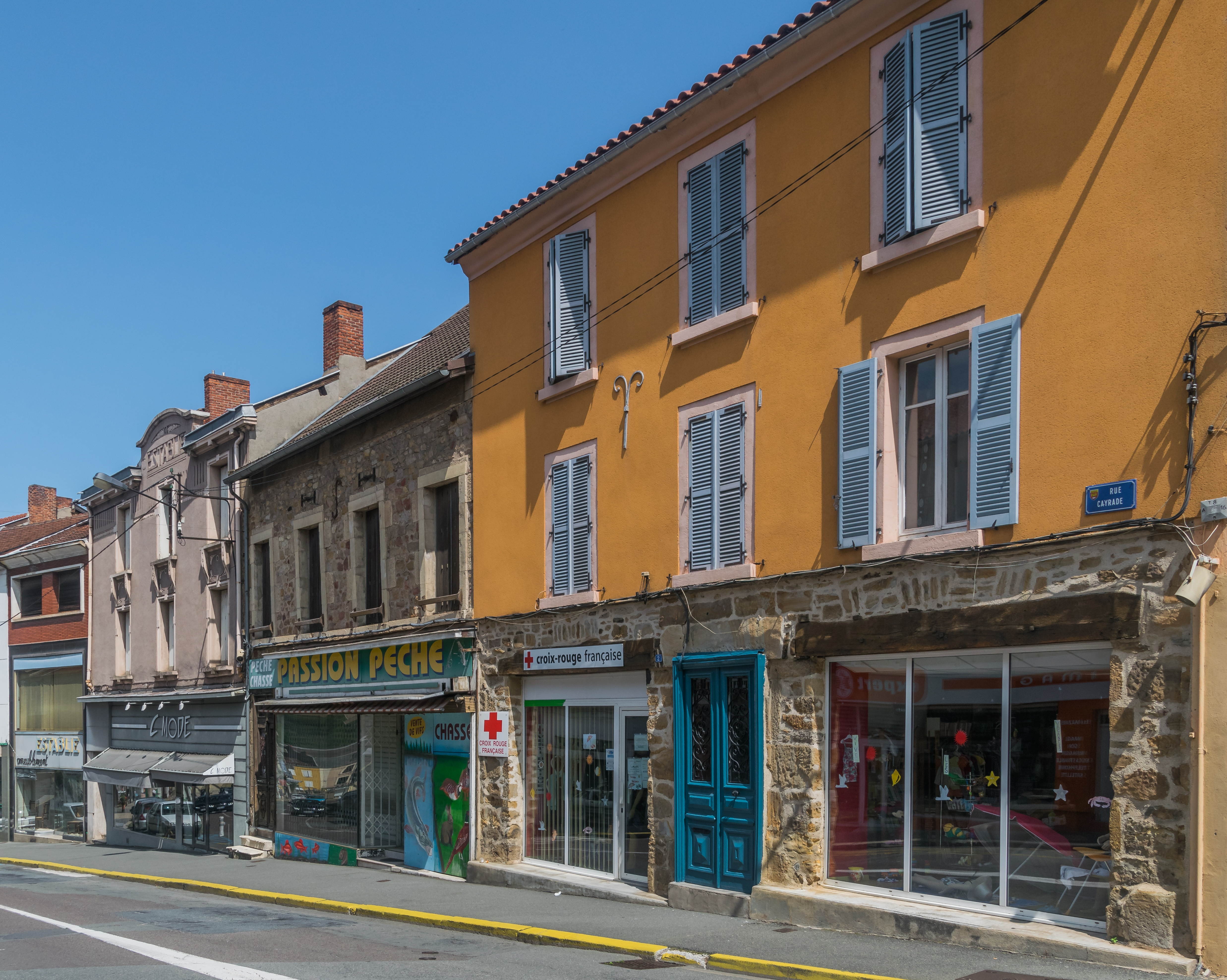
凯拉德街

### 教育
德卡兹维尔属于图卢兹学区。截止2019年1月1日，德卡兹维尔境内共有2所幼儿园、4所小学、2所初级中学和1所普通高中。2018至2019学年度，德卡兹维尔境内共有在校中等教育阶段学生1,123名。

### 医疗
截止2019年1月1日，德卡兹维尔境内共有全科医生10名、保健师9名、牙医3名、护士6名、耳科医生3名和妇科医生2名。境内共有药房6家、养老院3家、残疾人帮扶中心1家。
德卡兹维尔中心医院（Centre Hospitalier de Decazeville）是法国的一个区域性医疗机构，其主病区位于德卡兹维尔市区，设有床位262个，是当地规模最大的公立综合性医院。

### 住房
2017年，德卡兹维尔境内共有各类住房3,745套，其中48.3%为独立式居民区，51.2%为集中式居民区。常住房屋占德卡兹维尔市镇范围内居民建筑总量的48.3%。

### 商业
2019年，德卡兹维尔境内共有各类实体商铺187家，其中餐厅32家、大型超市6家、杂货店5家、面包房7家、肉铺2家、书店1家、银行门店4家、美容美发店12家、汽车维修店6家。市中心有一处家乐福超市。

### 体育
2019年，德卡兹维尔境内共有1家游泳池、5间体育馆、1座综合体育场、5处网球场、3处足球或橄榄球场以及1处篮球或排球场。
德卡兹维尔体育会是当地的一支橄榄球俱乐部，成立于1912年，2020至2021赛季参加法国橄榄球全国丙组联赛，其主场为卡米耶·吉贝尔球场（Stade Camille-Guibert）。

### 环境
德卡兹维尔的环境事务由其所属的公共社区负责。2019年，德卡兹维尔境内共有3家污染企业。

### 治安
2019年，德卡兹维尔市镇范围内共有1处派出所和1处宪兵队。
2014年，德卡兹维尔及附近地区共发生各类案件609起，其中盗窃类案件357起，经济类案件54起，毒品交易类案件57起。

## 文化
2019年，德卡兹维尔境内共有1家电影院和1家博物馆。德卡兹维尔市政府提供多媒体中心，向公众全年开放。

### 建筑
德卡兹维尔境内有多处法国国家文物保护单位，其中德卡兹维尔圣母教堂（Église Notre-Dame）是当地的地标性建筑物，而大发现煤矿的矿坑则是当地的重要的历史发展景观。

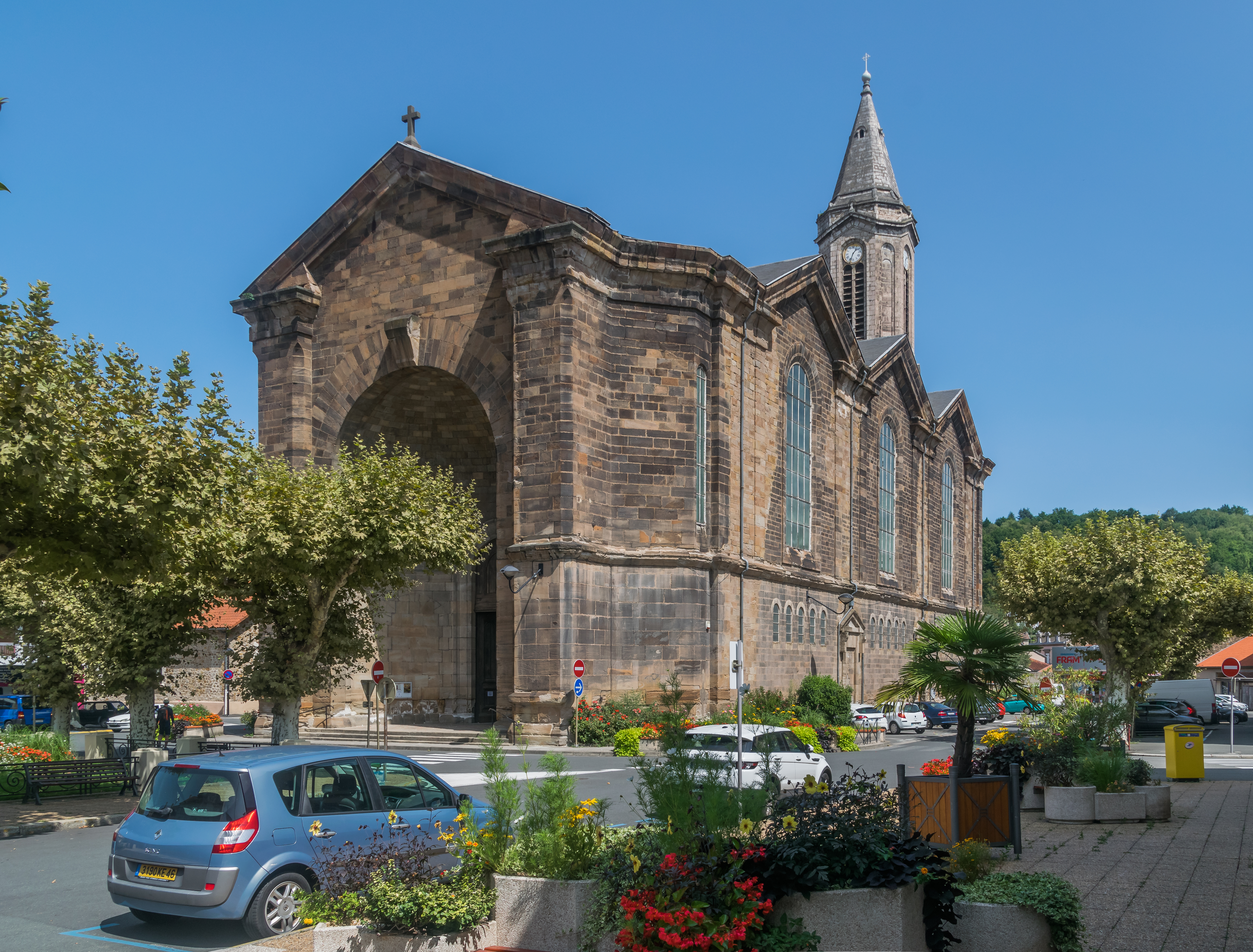
圣母教堂
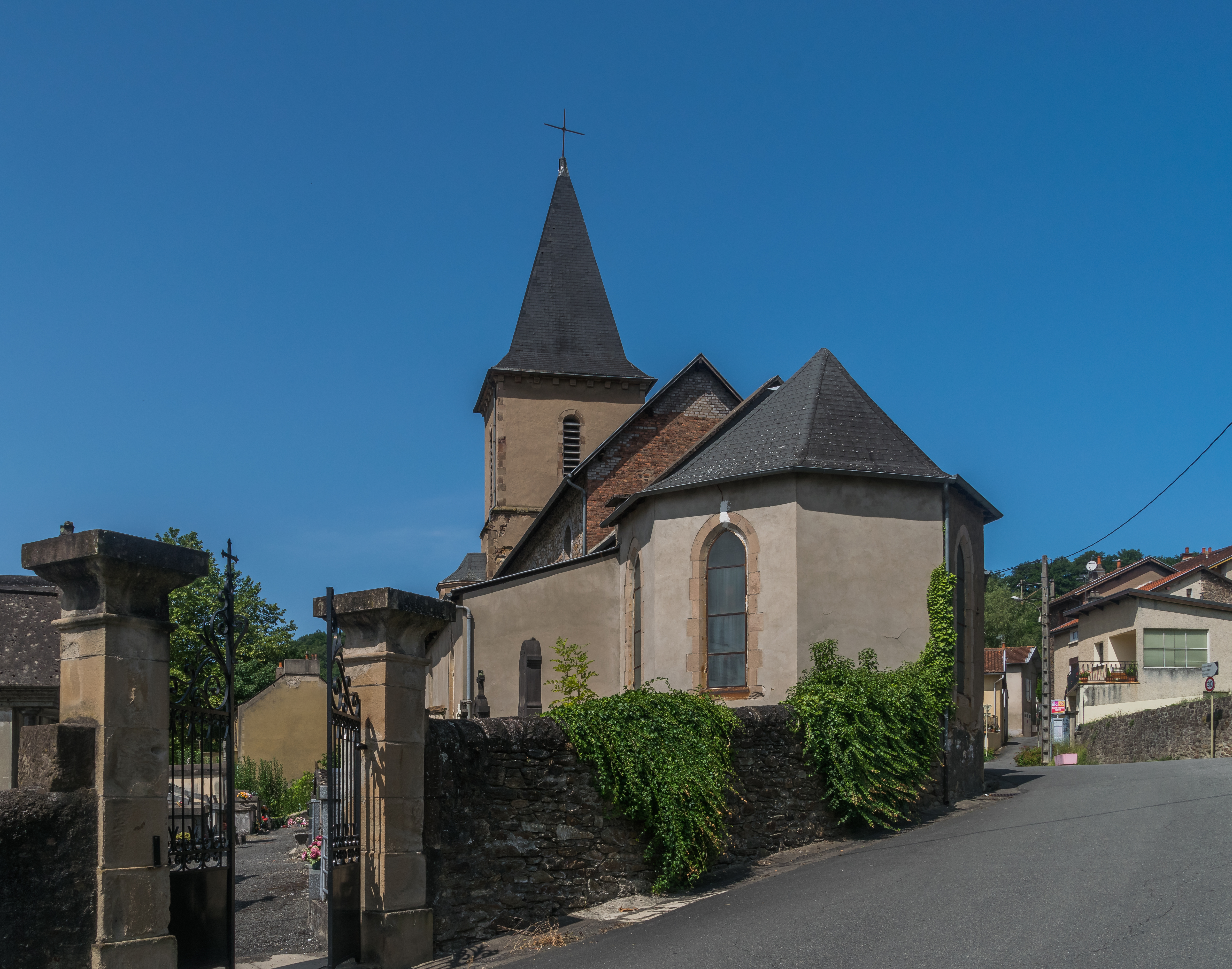
圣米歇尔教堂
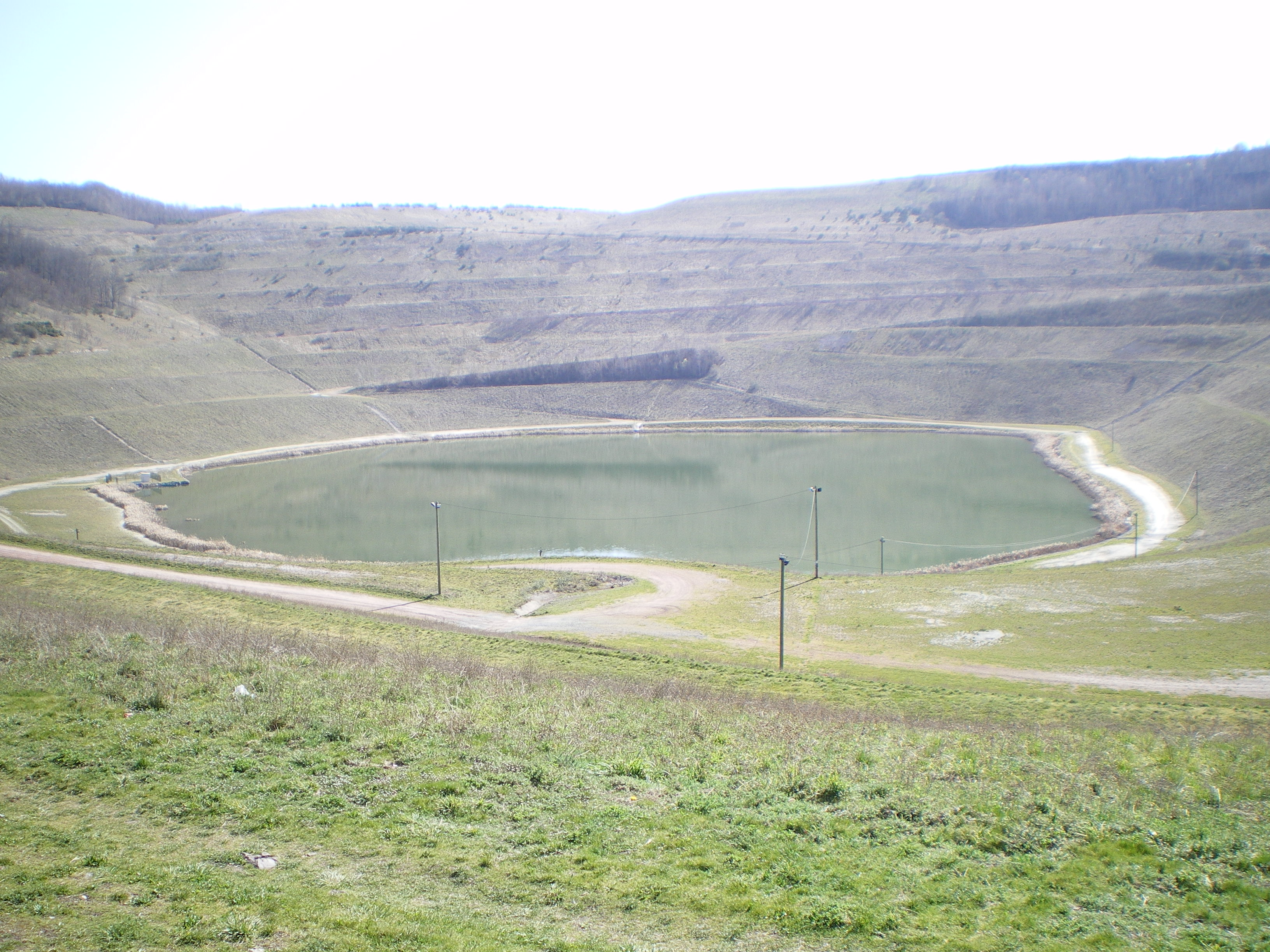
大发现煤矿（法语：La Découverte (mine)）坑
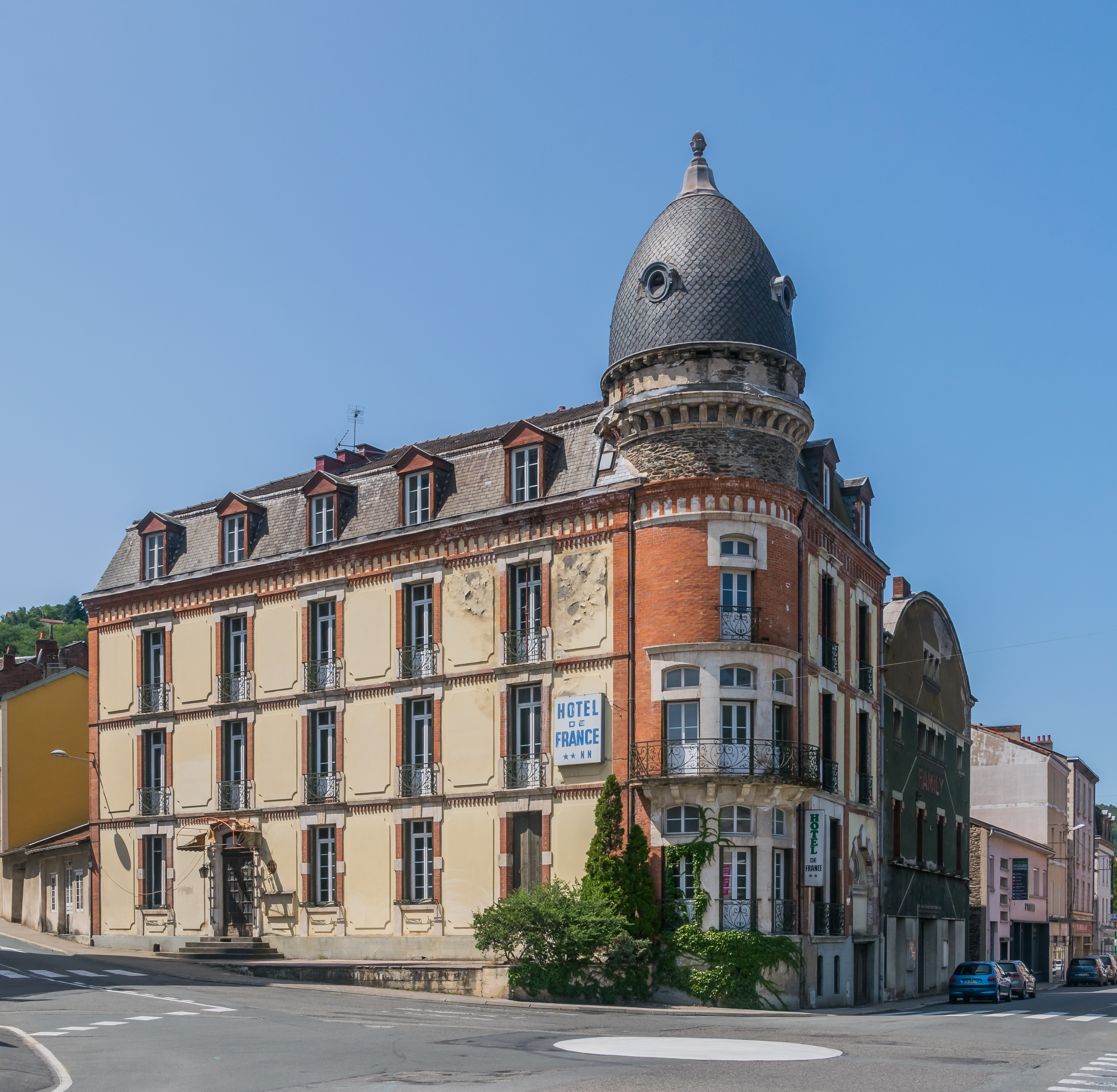
法兰西酒店

### 旅游
德卡兹维尔的旅游事务由其所属的公共社区负责。2020年，德卡兹维尔境内共有2家宾馆共计41间房间。

### 媒体
法国主要的媒体均可在德卡兹维尔接收，法国电视三台下属的奥克西塔尼大区频道在部分时段播出德卡兹维尔所属区域的地方新闻。

### 乐团
德卡兹维尔亦因其境内的利尔管乐团而闻名，该乐团成立于1900年，二战后逐渐发展成为一个综合性的音乐文化联盟。

## 相关人物
法国雕塑家拉希德·希穆恩出生于德卡兹维尔。

## 友好城市
截至2021年1月，德卡兹维尔共与两座城市互为友好城市关系：
- 西班牙 乌特里利亚斯
- 義大利 科阿泽